# 阿拉木圖州
阿拉木圖州（羅馬化：Almaty oblysy）是哈薩克斯坦東南部的一個州（阿拉木圖為一直轄市）。南為吉爾吉斯，東為中國新疆。北臨巴爾喀什湖，伊犁河自東往西注入。哈國最高點汗騰格里峰位於該州東南角與吉、中接壤的邊界地區。面積224,000平方公里。人口1949837（2013年2月）。现首府库纳耶夫。

## 歷史
這個地區在1755年左右至1864年為清代新疆的一部分。
同治三年（1864年）四月，库车回民举事。此时，西北官军主力正在平定陕甘回乱，无暇顾及新疆。俄羅斯帝國则乘乱入侵塔城及额尔齐斯河流域，于1864年10月逼迫乌里雅苏台将军签订《中俄勘分西北界约记》，吞并了新疆巴尔喀什湖以东的這個地區。
2022年，哈萨克斯坦政府决定將阿拉木圖州拆分為傑特蘇州及阿拉木圖州，阿拉木图州的首府迁至库纳耶夫，原首府塔尔迪库尔干为杰特苏州首府。

## 外部連結
- 官方網站 （页面存档备份，存于）